# Charles Hutton
Charles Hutton (14 de agosto de 1737 – 27 de enero de 1823) fue un matemático inglés.

## Biografía
Hutton nace en la ciudad de Newcastle-upon-Tyne bajo el techo de una adinerada familia de Westmoreland, a muy temprana edad (siete años) Hutton sufre un accidente al pelearse con un compañero de clase y se le disloca un hombro, esta incapacidad le provoca que tenga profesores pariculares que fueron detectando en él una capacidad innata para las matemáticas.
Hutton publicó su primera obra titulada The Schoolmaster's Guide, or a Complete System of Practical Arithmetic en Newcastle en 1764. Se trata de un libro elemental de aritmética que fue adoptado en las escuelas.
Tuvo una inquietud desmedida por todos los aspectos de la ciencia y publicó numerosos artículos en las revistas científicas de la época, en el año 1774 gracias a las mediciones de Nevil Maskelyne (1732-1811) mide por primera vez la constante gravitacional. 
Se dedicó durante su vida a ampliar y traducir al inglés ciertas ediciones de Montucla Histoire des mathématiques publicándose en Londres en el año 1803 y posteriormente ampliado en 1814.

## Obras
- The Schoolmasters Guide, or a Complete System of Practical Arithmetic, 1764
- Tables of the Products and Powers of Numbers, 1781
- Mathematical Tables, 1785
- Elements of Conic Sections, 1787
- Course of Mathematics, 1798
- Mathematical and Philosophical Dictionary, 1795. Esta es una de sus más famosas obras.
- Recreations in Mathematics and Natural Philosophy, 1803, Cuatro volúmenes principalmente traducidos del francés.
- A Treatise on Mensuration, (1767-1770).

## Biografía
- A memoir of Charles Hutton, J. Bruce (Newcastle, 1823).